# Jan Philipp Zymny

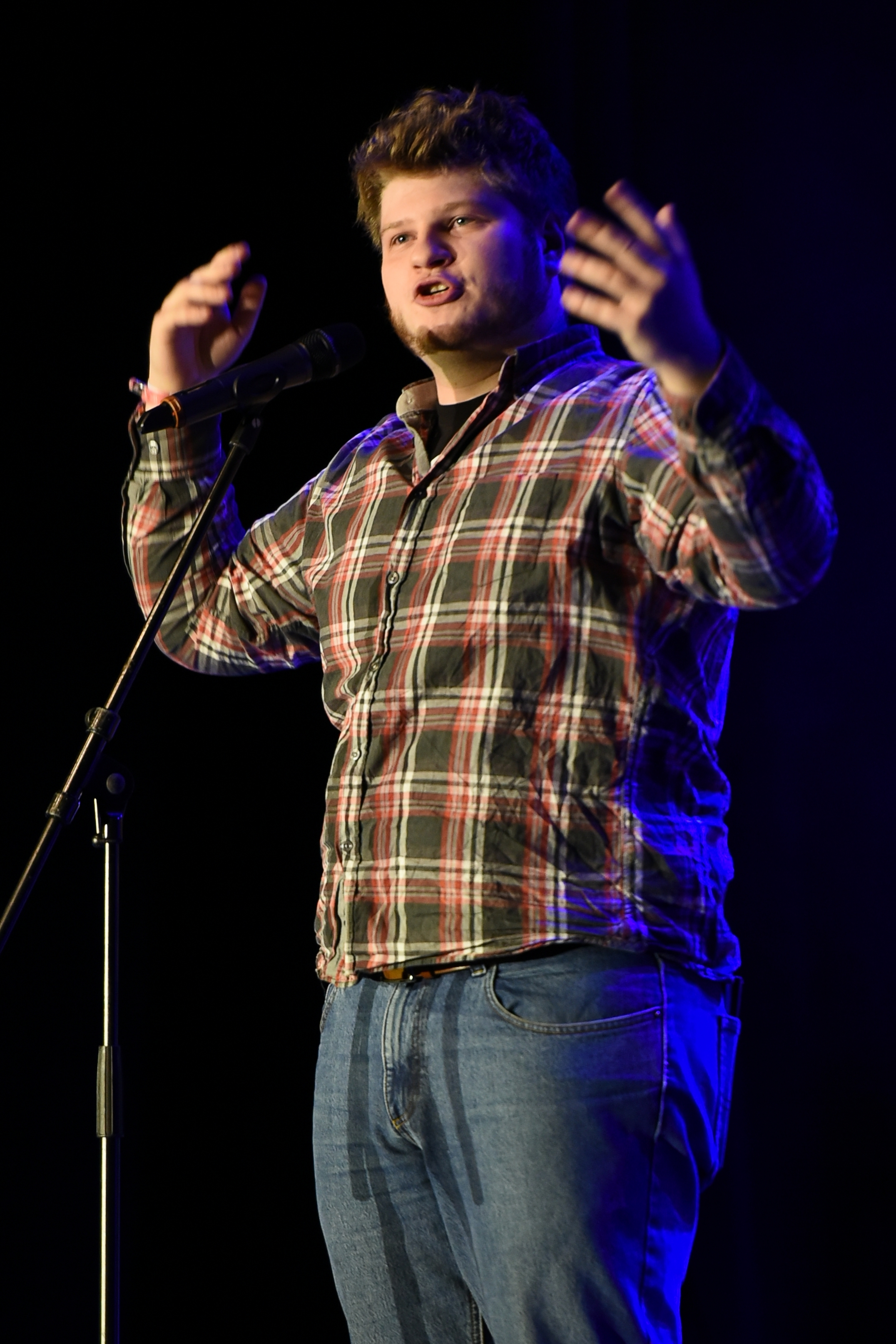
Jan Philipp Zymny bei Tegtmeiers Erben 2015

Jan Philipp Zymny (* 9. März 1993 in Wuppertal) ist ein deutscher Slam-Poet und Autor. 2013 und 2015 gewann er die deutsche Poetry-Slam-Meisterschaft, 2012 wurde er Zweiter. Er erhielt den Jurypreis „Frühreif und Verdorben“ des Prix Pantheon 2016 und 2019 den Schwerter Kleinkunstpreis.

## Leben
Jan Philipp Zymny wuchs in Wuppertal auf, 2011 legte er dort das Abitur ab. Er lebt in Bochum. Er nahm an den Wuppertaler Stadtmeisterschaften 2011 im Poetry Slam teil. Sein weiterer Weg führte ihn über lokale Comedy- und Slam-Bühnen und im weiteren Verlauf zur 12. FritzNacht der Talente in den Admiralspalast in Berlin. 
Zymny thematisiert bei seinen öffentlichen Auftritten auch seine persönlichen Empfindungen und Erlebnisse als Autist und mit ADHS.

## Bücher
2012 veröffentlichte Zymny sein erstes Buch Hin und zurück – nur bergauf!, in dem er viele humoristische Erzählungen und Gedichte miteinander verbindet. 2014 folgte sein zweites Buch, Henry Frottey – Sein erster Fall – Teil zwei: Das Ende der Trilogie; hierin erzählt er ebenfalls humoristisch und satirisch die Geschichte des Privatdetektivs Henry Frottey. Beide Bücher bekamen überwiegend positive Bewertungen. Am 3. November 2015 erschien sein drittes Buch Es war zweimal …, in dem Zymny verwirrende und absurde Gedanken zusammenträgt und zu einer Geschichte werden lässt. 2017 veröffentlichte Zymny seinen zweiten Roman „Grüß mir die Sonne!“ Mit Best of Unsinn erschien 2020 eine Zusammenstellung seiner bekanntesten Slam-Texte.

## Karriere
Zwischen 2012 und 2015 bildeten Maximilian Humpert, Fabian Navarro und er das Slam-Team Team 101, gemeinsam tourten sie als Lesebühne durch Deutschland und erreichten 2012 das Finale des Team-Slams.
Bekannt ist er unter anderem für seinen Text „Physik ist schön. Niemand braucht Physik.“ sowie für die Vorträge seiner Texte „Awesome“ und „Eine beliebige Sonntagspredigt“ beim Finale des NightWash Talent Awards 2013. Mit Ersterem gewann er den Wettbewerb, der in einem Waschraum ausgetragen wurde.
Seit Anfang 2014 tourte er mit seinem ersten Soloprogramm „Bärenkatapult!“ durch den deutschsprachigen Raum. Sein zweites Soloprogramm „Kinder der Weirdness“ präsentierte er am 11. September 2016. Das dritte Soloprogramm „How to Human“ hatte am 12. September 2018 Vorpremiere. Aufgrund der COVID-19-Pandemie konnte Zymnys Programm „surREALITÄT“ erst 2021 aufgeführt werden. Seit September 2023 spielt er das abendfüllende Soloprogramm „Quantenheilung durch Stand Up Comedy“. 
Am 4. Januar 2019 wurde auf Prime Video das Comedy-Special Macht er eh nicht! Die Leiden des jungen Zymny mit Zymny, Jason Bartsch und Tino Bomelino veröffentlicht.

## Podcasts
2017 produzierten Jan Philipp Zymny und Jason Bartsch zusammen den Podcast „Stuffnology“, der insgesamt sechs Folgen umfasst und sich vorwiegend mit gesellschaftskritischen Themen beschäftigte. In seinem seit 2019 laufendem Podcast „Tour de Skurril“ beschrieben er und Björn Gögge bis April 2020 begleitend zu ihrer Tour durch Deutschland deren Umstände; seit Mai 2020 führt Zymny den Podcast mit seiner Schwester Leah Zymny weiter. Seitdem liegen die Themenschwerpunkte auf Philosophie, Alltäglichem und humoristischen E-Mails.

## Bibliographie
- Hin und zurück – nur bergauf! Lektora 2012, ISBN 978-3-938470-78-7.
- Henry Frottey – Sein erster Fall – Teil zwei: Das Ende der Trilogie: Ein Roman in Schwarzweiß. Lektora 2014, ISBN 978-3-95461-020-4.
- Es war zweimal …: Eine schriftliche Meditation über den Sinn und die Geheimnisse des Lebens. Lektora 2015, ISBN 978-3-95461-052-5.
- „Grüß mir die Sonne!“ Lektora 2017, ISBN 978-3-95461-096-9.
- Best of Unsinn: Die besten Bühnentexte aus 10 Jahren. Lektora 2020, ISBN 978-3-95461-153-9.

## Video-Veröffentlichungen
- Bärenkatapult (Live-DVD): Eine Expedition in den Nonsens mit dem Poetry Slam Champion. Lektora 2016, ISBN 978-3-95461-064-8.
- Kinder der Weirdness (Live-DVD). Lektora 2019.

## Audio-Veröffentlichungen
- Operation Leidenschaft. 10 exzessive Poetry-Slam-Texte. MP3-CD, 80 Minuten. Lektora 2018, ISBN 978-3-95461-121-8.
- How to Human?. 90 Minuten. Audio 18, 2021.

## Ehrungen und Auszeichnungen (Auswahl)
- 2016 Prix Pantheon, Jurypreis
- 2017 Teilnahme beim Hessischen Kabarettpreis[9]
- 2019 Erhalt des Schwerter Kleinkunstpreises[10]